# Ahmad Sembiring
Ahmad Sembiring Usman là một cầu thủ bóng đá người Indonesia hiện tại thi đấu cho Gresik United ở vị trí tiền vệ.